# El diario de una señorita decente
El diario de una señorita decente é uma telenovela mexicana, produzida pela Televisa e exibida em 1969 pelo Telesistema Mexicano.

## Elenco
- Carmen Montejo - Elena
- Manuel Garay - Román
- Eva Calvo - Virginia
- Socorro Avelar - Micaela
- Lorena Velázquez - Clotilde
- Jorge Vargas (ator) - Julio
- Yolanda Ciani - Beatriz
- César del Campo - Antonio
- Silvia Pasquel - Marie
- Tara Parra - Carla
- Oscar Morelli - Juan Manuel